# Pfingstquack
Der Pfingstquack ist ein Heischebrauch aus der Pfalz und dem Elsass, bei dem Kinder an Pfingsten mit bunten geschmückten Handwagen – dem „Pfingstquack“ – durchs Dorf ziehen und Ständchen singen, wofür sie Eier, Speck oder Geld bekommen. 
Der Volkskundler Helmut Seebach leitet das Wort „Quack“ vom in der Pfalz üblichen mundartlichen Ausdruck für den Nestling, den jungen Vogel ab, der als Symbol des Sommers herumgetragen wurde. Das Quack-Brauchtum ordnet er unter das Narrenbrauchtum ein, wo der zuletzt Gekommene ähnlich dem „Wilden Mann“ parodistisch verhöhnt und als „Narrenkönig“ geehrt wird; das Laubkleid des Quack entspreche dem Fleckengewand des Narren, der Blumenhut der Krone.
Gepflegt wird der Brauch unter anderem in den saarpfälzischen Orten Kirkel-Limbach und -Altstadt, Niederbexbach, Wolfersheim, den pfälzischen Orten Schmalenberg, Bechhofen, Käshofen, Blaubach, Matzenbach, Dimbach, Ruppertsweiler, Oberschlettenbach, Lemberg und Lambsborn sowie in einigen Hunsrückgemeinden der Verbandsgemeinde Thalfang (Bäsch, Immert, Talling). Hinzu kommen etliche elsässische Orte.